# Juri Olegowitsch Batmanow
Juri Olegowitsch Batmanow (russisch Юрий Олегович Батманов; * 7. August 1977 in Dimitrowgrad, Oblast Uljanowsk der damaligen Sowjetunion) ist ein ehemaliger russischer Biathlet.
Juri Batmanow startete für Dinamo Uljanowsk, später für SC Lada. Er war seit 1992 im Nationalkader, kam aber nur im Europacup und bei Europameisterschaften zum Einsatz. Sein größter Erfolg war der dritte Platz bei den Europameisterschaften 2000, als er gemeinsam mit Wladimir Bechterew, Michail Kotschkin und Pawel Muslimow den Staffelwettbewerb lief, an der Qualifikation zur Weltmeisterschaft war er knapp gescheitert. Mit einem Sieg im Russland-Cup in Perm qualifizierte er sich wieder für die Mannschaft zur Europameisterschaft, kam dort aber nicht zum Einsatz. Im Europacup wurde er in der Saison 2003/2004 eingesetzt, wobei ihm einige Platzierungen in den Punkten gelangen. So wurde er in Méribel gemeinsam mit Sergei Baschkirow, Oleg Milowanow und Jewgeni Trebuschenko Zweiter. Zuvor war er in Brusson auf Platz sieben im Sprint gelaufen. Bei russischen Meisterschaften gewann er mehrere Medaillen. In der Militärpatrouille wurde er mit der Mannschaft 2002 und 2004 jeweils Zweiter, 2002 gewann er mit der Staffel und holte in Sprint und Verfolgung jeweils Platz drei. Nachdem er sich 2008 zunächst vom Biathlonsport zurückzog, ging er ab 2009 wieder bei nationalen Sommerbiathlon-Veranstaltungen an den Start. Im Sommerbiathlon trat er bei Wettbewerben mit Skirollern an und gewann bei den russischen Meisterschaften 2009 die Bronzemedaille mit der Staffel, 2002 war er schon einmal Dritter im Staffelwettbewerb geworden. Bei Europameisterschaften im Sommerbiathlon erzielte er schon 2001 gute Resultate, über 6 km wurde er Fünfter und mit der Staffel über 3 × 8 km belegte er Rang zwei.
Batmanow wurde ausgezeichnet als Meister des Sports der internationalen Klasse. Er ist verheiratet und hat drei Kinder, seine älteste Tochter Anastassija ist eine erfolgreiche Nachwuchsbiathletin. Bis 2001 lebte er in seiner Heimatstadt Dimitrowgrad, danach zog er zu seiner Frau nach Ischewsk.